# أحمد الطرابلسي
أحمد خضر الطرابلسي، (18 مارس 1947 -) حارس كرة قدم كويتي سابق من أصل لبناني، وضابط عسكري في الجيش الكويتي مُتقاعد، وقارئ للقرآن الكريم، اشتهر الطرابلسي بحراسة مرمى منتخب الكويت لكرة القدم خلال عقد السبعينيات ولقب بالحارس الأمين ولم يُسجل في مرماه أي هدف خلال بطولة بطولة كأس الخليج العربي لعام 1974. اعتزل الملاعب عام 1983 إلا أنه استمر بالعمل كمدرب لحراس المرمى حتى عام 1995.

## النشأة
ولد أحمد الطرابلسي في 18 مارس 1947 في مدينة بيروت بالجمهورية اللبنانية، هاجر إلى الكويت عام 1963 وحصل على الجنسية الكويتية عام 1974 والتحق بالجيش الكويتي ووصل إلى رتبة عقيد.
وهو شقيق البطل العالمي الرباع اللبناني الراحل محمد خضر الطرابلسي. كانت بداية مسيرته الكروية مع نادي النجمة الرياضي وفي الكويت بدأ مع نادي القادسية ثم انتقل إلى نادي الكويت واستمر في صفوفه حتى اعتزاله سنة 1983.
دخل مجال التدريب بعد اعتزاله واستمر فيها حتى عام 1995.
يقول بأن أجمل هدف دخل في مرماه هدف جاسم يعقوب عليه في نهائي كأس الأمير 1973–74 حيث سجلهُ بطريقة مقصية.

## كأس الخليج 1974
و قد حصل على لقب أفضل حارس مرمى في البطولة، حيث لم يدخل في مرماه أي هدف. كما ساهم في احراز الكويت لكأسي الخليج 1972 و1976.

## قارئ القرآن
بعيدا عن الرياضة شارك الطرابلسي في مسابقات قراءة القرآن في عدة مُناسبات وآخرها كانت المُسابقة الدولية المُقامة في بنغلاديش 1995 كما يُعتبر أول كويتي سجل المصحف المرتل باسمه وذلك في عام 1992 والذي يُذاع في الإذاعة والقناة الثالثة الرياضية في الكويت.

## روابط خارجية
- أحمد الطرابلسي على موقع الاتحاد الدولي (مؤرشف)  (الإنجليزية)
- أحمد الطرابلسي على موقع قاعدة بيانات كرة القدم.إي يو (الإنجليزية)
- أحمد الطرابلسي على موقع ناشيونال فوتبول تيمز (الإنجليزية)
- أحمد الطرابلسي على موقع عالم كرة القدم.نت (الإنجليزية)
- أحمد الطرابلسي على موقع أوليمبيديا (الإنجليزية)
- تلاوات أحمد الطرابلسي على موقع تي في قرآن
- لقطات لاحمد الطرابلسي امام منتخب الاتحاد السوفيتي  خلال أولمبياد موسكو 1980 على يوتيوب